# Bogla
Bogla  är en bebyggelse norr om riksväg 31/40/47 och öster om Rogberga kyrka i Jönköpings kommun.  Bebyggelsen klassades 2020 som en småort.